# Sophie Bouillon
Sophie Bouillon (Vesoul, França, 1984) é uma jornalista independente da França.

## Vida
De 2008 a 2013, trabalhou como correspondente dos jornais Libération e Courrier International e na Televisão Suíça Romanda, alocada em Joanesburgo. Antes disso, trabalhou como repórter independente em 2014, cobrindo a presença da organização Boko Haram na Nigéria, especiais em Lagos e a Guerra do Congo de 2012. Como correspondente independente, recebeu, em 2009, o prêmio Albert Londres Prize, fruto de sua publicação Bienvenue chez Mugabe! na revista XXI.

## Publicações
- 2013: Une vie de pintade en Afrique du Sud, Paris, Éditions Calmann-Lévy, series "Documents, Actualités, Société", 370 p. ISBN 978-2-7021-4497-8
- 2015: Elles, Les Prostituées et nous, Paris, Éditions Premier Parallèle, 120 p. ISBN 979-10-94841-08-2.[1]

## Prêmios
- 2009: Prix Albert-Londres[2]
- 2014: 2ème Prix Bayeux en radio for Europe 1 (Les milices civiles face à Boko Haram)